# Татев (село)
Татев — село в Сюникской области Республики Армения, в 15 км к юго-западу от Гориса, на правом берегу реки Воротан, на высоком плато, 1560—1660 м над уровнем моря. Расстояние от областного центра Капана — около 50 км.

## История
Это одно из старейших поселений Армении, известное своим Татевским монастырем. Это был духовно-культурный центр, крупная монастырская собственность в уезде Цхукк Сюникской области Великой Армении. Он был основан в IV веке, в V-VIII веках был ведущим центром образования, с конца VIII века был резиденцией Сюникского епископства. В 906 г. был построен собор Погос Петрос, в 1067 г. — церковь-усыпальница Св. Аствацацин, а в 1295 г. — церковь Св. Григория. С 1390 по 1435 год в Татевском монастыре действовал знаменитый Татевский университет — школа миниатюрной живописи и письма. В монастыре был большой Матенадаран, где хранилось более 10 тысяч рукописей. В средние века подати монастырю платили 264 деревни 10 уездов. Здесь находится могила великого армянского философа, богослова Григора Татеваци. Татев также известен своим качающимся хачкаром-тростью, которая является одним из интересных решений армянского архитектурного мышления. В начале 20-х годов XVII и XX вв. монастырь был оплотом освободительной борьбы. С ним связаны многие известные события и традиции. В конце XX века на территории монастыря велись строительные и реставрационные работы. Монастырь в настоящее время в основном восстановлен и является центром присмотра Сюникской епархии.
Рядом с Татевом есть деревни, церкви и старые кладбища. Здесь также находится одно из чудес природы Армении — «Чертов мост».
Село было включено под названием Татев в Зангезурский уезд Елизаветпольской губернии Российской империи. В советские годы входил в состав Зангезурской области Армянской ССР, а с 1930 года — Горисского района. С 1995 года входит в состав Сюникской области Республики Армения, а с 2015 года входит в состав укрупненной Татевской общины.
Согласно постановлению Правительства РА N 848-Н от 26.06.2009 года "Об объявлении туристическим центром «Татев» монастырского комплекса «Татев», прилегающего к Хоту, Шинуайру, Алидзору, Татеву, Сваранцу, Тандзатапу, Агвани и Бардзраванской сельской общине Сюникской области был объявлен туристическим центром. Этим же решением утверждены концептуальные цели и приоритетные вопросы программы развития туристического центра «Татев».
Согласно решению Фонда национальной конкурентоспособности Армении в феврале 2010 года, для туризма и экономического развития будут восстановлены Татевский монастырский комплекс, Великая Пустынь, школа на территории Татевского района, а в Татевском туристическом центре будет установлен научно-образовательный комплекс.

## Население
По результатам переписи населения РА 2011 года постоянное население Татева составляло 864 человека, нынешнее — 665 человек. Село было заселено и по-прежнему населено почти исключительно армянами, численность населения менялась с течением времени.
| Год           | 1831 | 1873 | 1897 | 1908 | 1914 | 1926 | 1931 | 1939 | 1959 | 1970 | 1979 | 1989 | 2001 | 2004 | 2011 |
| Число жителей | 313  | 1326 | 1971 | 1940 | 2414 | 1958 | 2058 | 2096 | 1376 | 1408 | 1096 | 913  | 1042 | 1025 | 864  |

## Хозяйство
Население занимается животноводством, овощеводством, садоводством, выращиванием зерновых, табачных и кормовых культур. Сельским хозяйством занимаются 216 фермерских хозяйств. Поголовье скота в 2012 г. 1 января составляет: крупный рогатый скот — 436 голов, мелкий рогатый скот — 991 голов, свиньи — 62 головы, пчелиные семьи — 600.
В 2011 году в общине засеяно 155 гектаров зерновых культур.

## Канатная дорога
16 октября 2010 года с помощью фонда была торжественно открыта самая длинная в мире канатная дорога «Крылья Татева», протяженностью 5,7 км. Наибольшая глубина в центральной части, около 350 м. Он был построен с помощью швейцарской компании Гаравента, простираясь от села Алидзор Сюникской области до комплекса Татев.

## Культура
Татев — уникальный пример хорошо сохранившейся деревни со своим очарованием. Дома, расположенные на холмах, являются типичными образцами сельской архитектуры Южного Кавказа. Традиционное армянское гостеприимство характерно для Татева, где жители села примут всех в свои дома. В селе занимаются рядом традиционных занятий: шьют шерсть и прядут пряжу, пекут лаваш в тонире или перегоняют водку с помощью специальных приспособлений. С весны до осени основным источником питания для пчел являются альпийские цветы, результатом которых является знаменитый мёд Татева.
В окрестностях села собирают дикорастущие травы, затем сушат и используют в лечебных целях. Напитки разнообразные: от тана до свежего чабреца, минеральной воды «Чертова моста», свежевыжатых соков из различных фруктов и ягод, напитков домашнего приготовления.

## Исторические и культурные сооружения
В Татеве и в его окрестностях находятся: Татевский монастырь, церкви Св. Погоса-Петроса (906), Св. Григория Просветителя (848), Св. Аствацацин (1087), памятник-качалка (X век). Одним из историко-культурных сооружений села являются: мосты Чёртов и Татев (XVII век).

## Другие достопримечательности
В часе ходьбы на юго-восток от Татева можно добраться до живописного села Тандзатап, которое славится своими фруктами, особенно грецкими орехами. Чтобы увидеть пейзажи Сюника, можно отправиться в Арснадзор — место, названное так в честь легенды о красивой девушке, которая предпочла броситься из ущелья, чем стать невестой шаха Аббаса.

## Земельные и другие природные ресурсы
Земли (всего): 7627 га, в том числе:
- Земли сельскохозяйственного назначения — 5216 га, из них:
- пашня — 408 га, сенокос — 280 га, пастбища — 2296 га, прочие земли — 2232 га
- Земли населенных пунктов — 166 га,
- 3 га земель для промышленности, недропользования и других производственных целей
- Земли под объекты энергетики, транспорта, связи и коммунальной инфраструктуры — 15 га
- Земли особо охраняемых территорий — 12 га
- Лесные угодья — 2183 га, из них покрытые лесом — 1206 га
- водные угодья — 33 га

## Известные люди
- Мнацаканян Каджик Николаевич — начальник управления авиации Министерства обороны Армении, полковник
- Варданян Размик Леонидович — доктор химических наук (1986 г.) профессор (1992 г.)
- Манучарян Гагик Григорьевич — доктор медицинских наук, профессор
- Погосян Седрак Микаэлович

## Галерея
- Монумент памяти воинов, погибших в Великой Отечественной войне
- Памятник уроженцу села, Герою Советского Союза Сурену Аракеляну